# Jezioro Muszkackie
Jezioro Muszkackie (biał. возера Мушкацкае, woziera Muszkackaje) – jezioro na Białorusi, w obwodzie witebskim, w rejonie głębockim, w dorzeczu rzeki Bereźwicy, 1 km na północ od miasta Głębokie. Na brzegu jeziora znajduje się wieś Muszkatowo.

## Opis
Powierzchnia jeziora wynosi 0,34 km², największa głębokość to 18,7 m, średnia głębokość to 6,4 m, długość wynosi 0,84 km, największa szerokość wynosi 0,71 km. Długość linii brzegowej wynosi 2,89 km. Objętość wody wynosi 2,16 miliona m³. Powierzchnia zlewni wynosi 18,4 km².
Zbocza niecki mają wysokość 3-6 m, od północnego zachodu i zachodu porośnięte są lasem. Brzegi są niskie, zakrzewione. Płytka woda jest piaszczysta, głębsze dno jest muliste. Roślinność przybrzeżna rozciąga się do głębokości 2,2 m. Do jeziora wpływają 4 strumienie. Jest połączone strumieniami (kanałami) z jeziorami Marcybelińskim, Zabielskim i Podłużnym.
W jeziorze występują szczupaki, leszcze, krąpie, płocie, okonie, jazie, wzdręgi, karasie, liny, sandacze i inne gatunki ryb.